# کری کانینگهام
کری کانینگهام (انگلیسی: Carrie Cunningham؛ زاده ۲۸ آوریل ۱۹۷۲) یک تنیس‌باز اهل ایالات متحده آمریکا است.